# Питен

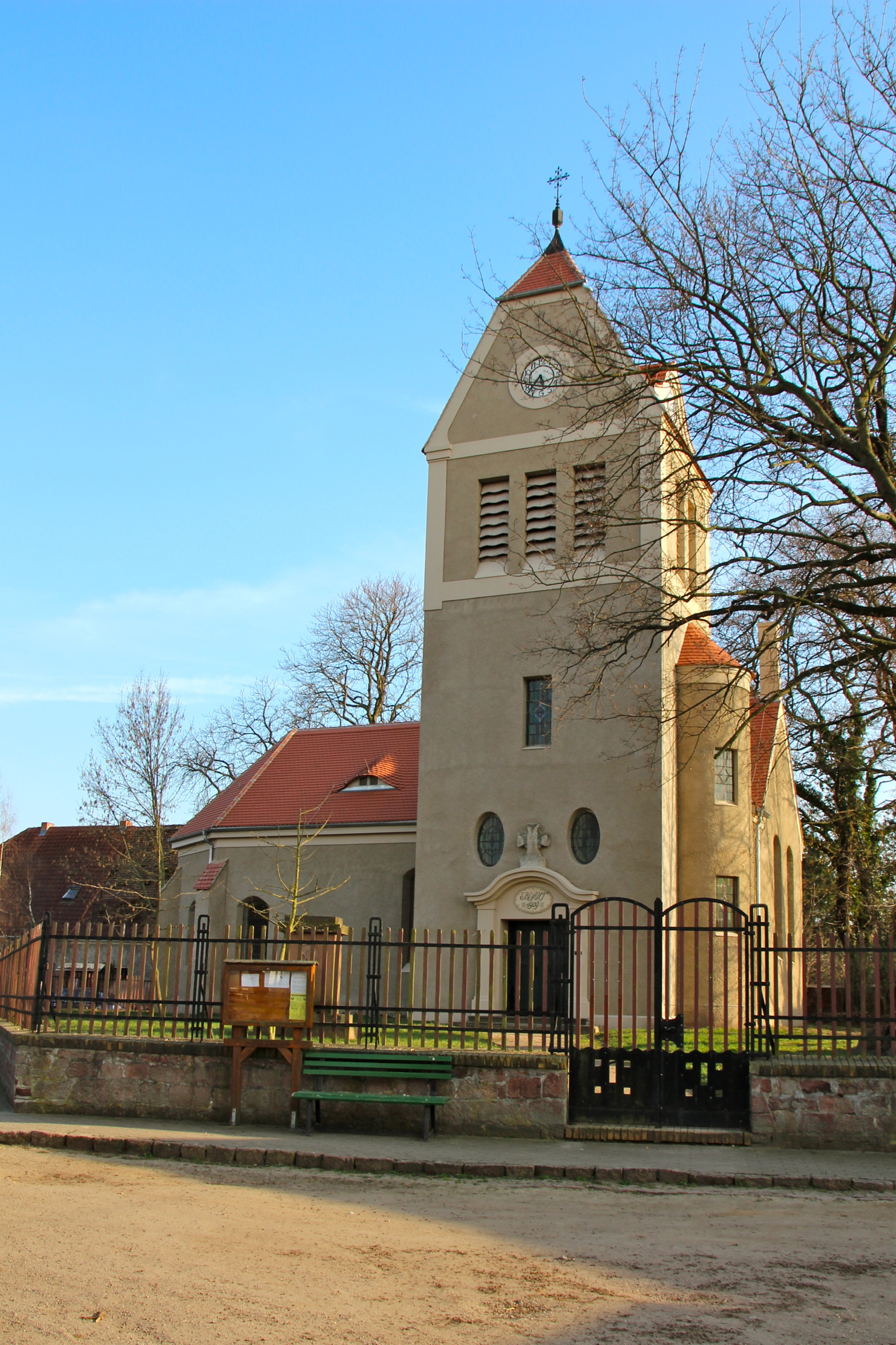
Церковь

Питен (нем. Piethen) — деревня в Германии, в земле Саксония-Анхальт. Входит в состав города Зюдлихес-Анхальт района Анхальт-Биттерфельд. Расположена между городами Кётен и Галле (Саксония-Анхальт).
Население составляет 272 человека (на 31 декабря 2007 года). Занимает площадь 4,23 км².
Впервые упоминается в 973 году.
Ранее Питен имела статус общины (коммуны). 1 января 2010 года вошла в состав города Зюдлихес-Анхальт.